# Get Ready For This
A Get Ready For This című dal a holland 2 Unlimited duó debütáló kislemeze a Get Ready! című albumról.

## Előzmények
1990-ben Phil Wilde és Jean-Paul de Coster már korábban az AB Logic nevű zenekart sikeresen futtatták, azonban a Get Ready For This című dalhoz újabb csapatot szerettek volna összeszedni. Ekkor Ray Slijngaard rapper és Anita Doth énekesnő által megalakult a 2 Unlimited nevű duó.

## Megjelenés
A Get Ready! című album 1991 szeptemberében jelent meg. Eredetileg a dal Orchestral Mixe jelent meg először, azonban a népszerűség kedvéért a dalban Anita vokál változatát is felvették, mely sikeresebb lett az először kiadott instrumentális változattól.
A rap betétet Ray Slijngaard, míg a női vokált Anita énekelte. Az Egyesült Királyság-beli eredeti Orchestra Mix "Get Ready For This" című dalában a "Y'all Ready For This" szöveg a The D.O.C. csapat It's Funky Enough beli nótából való. Az angol licencek Pete Waterman tulajdonában voltak, aki az Egyesült Királyság beli megjelenésekért felelt. 
A Get Ready For This című dal óriási siker volt Európában, valamint Ausztráliában és az Egyesült Államokban is. A Billboard Hot Dance Club lista 14. helyéig juott. Ez volt a csapat egyetlen Top 40-es dala a Billboard Hot 100-as listáján.

## A dal előfordulása

### Sporteseményeken
A dal az egyik leggyakrabban játszott szerzemény sporteseményeken világszerte. A Green Bay Packers amerika futball csapat Super Bowl XLV megnyitóján is elhangzott a dal, valamint két NBA csapatnál, úgy mint az Orlando Magic, a San Antonio Spurs nevű csapatoknál is gyakran játszott dal. Ezzel párhuzamosan a Major League Baseball csapatoknál, a Cincinnati Reds, Cleveland Indians, Colorado Rockies, Detroit Tigers, Houston Astros, Miami Marlins, New York Yankees, Philadelphia Phillies, Pittsburgh Pirates és San Diego Padres nevű csapatoknál is közkedvelt.
A dal hallható továbbá a Montreal Canadies és San Jose Sharks, Detroit Red Wings, jégkorong-csapatoknál, és az NHL-nél is, illetve a  Toronto Maple Leafs Torontói hoki-klubnál is. A San Jose Sharks 2016 márciusáig használta a dalt megnyitóin.

### Filmen és televízióban
- 1996 Space Jam – Zűr az űrben[3]
- 1996 Happy Gilmore (Happy, a flúgos golfos)[4]
- 1997 Good Burger (Hamm Burger)[5]
- 2000 Bring It On (Hajrá, csajok!)[6]
- 2004 Scooby-Doo 2: Monsters Unleashed [7]
- 2013 Cloudy with a Chance of Meatballs 2 (Derült égből fasírt 2. – A második fogás)[8]
- 2014 The Lego Movie[9](A Lego-kaland)
- 2014 Surviving Jack (Túlélni Jacket)[10]
- Jóbarátok televíziós sorozat (3. évad 9. epizód)[11]
- Agymenők televíziós sorozat
- Beavis és Butt-head paródiája

A dal hangszeres változatát az Egyesült Királyságban a Plusnet Broadband nevű televíziós reklámban is játszották, melyet 2013 januárjától februárig sugároztak. A Twilight Zone című dal is megjelenik a Super NES videójátékban is, valamint a SpongyaBob Kockanadrág Medúza Jam című részben is elhangzik.

### Válogatáslemezeken
- 2001 Dancemania Super Techno II[12]
- 2001 Dancemania Speed 6[13]
- 2002 Dancemania Super Techno Best[14]

## Megjelenések
12"  Belgium Byte Records – BYTE 12006R
- A1	Get Ready For This (Orchestral Mix) 5:31
- A2	Get Ready For This (Rap Version) 5:53
- B1	Get Ready For This (Wilde Mix) 5:55 (Remix – Phil Wilde)
- B2	Get Ready For This (Rio & Le Jean Mix) 3:06 (Remix – Rio & Le Jean)

12" Remixes  Egyesült Államok Radikal Records – RAD 18
- A1	Get Ready For This (Rap Version) 5:26
- A2	Get Ready For This (Orchestral Mix) 5:54
- B1	Get Ready For This (Wilde Mix) 5:55 (Remix – Phil Wilde)
- B2	Get Ready For This (Rio & Le Jean Mix) 3:08 (Remix – Rio & Le Jean)

## Slágerlista
| Slágerlista (1991–1992)                         | Legmagasabb helyezés |
| ----------------------------------------------- | -------------------- |
| Ausztrália (ARIA)                               | 2                    |
| Belgium (Ultratop 50 Flanders)                  | 8                    |
| Finland (Suomen virallinen lista)               | 28                   |
| Hollandia (Top 40)                              | 10                   |
| Hollandia (Single Top 100)                      | 10                   |
| Új-Zéland (Recorded Music NZ)                   | 50                   |
| Spain (AFYVE)                                   | 2                    |
| Svédország (Sverigetopplistan)                  | 36                   |
| Egyesült Királyság (UK Singles Chart)           | 2                    |
| US Billboard Hot 100                            | 38                   |
| US Billboard Hot Dance Club Play                | 14                   |
| US Billboard Hot Dance Music/Maxi-Singles Sales | 32                   |
| US Billboard Rhythmic Top 40                    | 36                   |
| US Billboard Top 40 Mainstream                  | 17                   |
| US Cash Box                                     | 68                   |

| Slágerlista (1991)                   | Rang |
| ------------------------------------ | ---- |
| Belgium (Ultratop 50 Flanders)       | 88   |
| UK Singles (Official Charts Company) | 10   |

| Slágerlista (1992)           | Rang |
| ---------------------------- | ---- |
| Australia (ARIA)             | 28   |
| Netherlands (Single Top 100) | 95   |

## Yves Deruyter Remix
A 2001-ben kiadott mérsékelten sikeres Greatest Hits album után a dal remixe 2001 májusában jelent meg Belgiumban 12-es bakelit lemezen, melyet Yves Deruyter mixelt. A remix felkerült a Trance Remixes (Special Edition) című válogatás albumra is.

## Megjelenések
12"  Hollandia Not On Label (2 Unlimited) – 02010212
- A	Get Ready For This (Yves Deruyter Remix) 8:49

## Robbie Rivera Remix
2001 augusztusában Robbie Rivera lemezlovas is elkészítette saját változatait, mely 12-es white label bakelit lemezen jelent meg.

## Megjelenések
12" Not On Label (2 Unlimited) – 070104-12
- A1	Get Ready For This (Latin Groove Mix) 6:35
- B1	Get Ready For This (Big Groove Remix) 7:52
- B2	Get Ready For This (Dark Remix) 6:59

## Steve Aoki Remix
2013-ban az amerikai DJ-Producer Steve Aoki készített remixet a következő 2 Unlimited Greatest Hits albumra.

### Slágerlista
| Slágerlista (2013)               | Legjobb helyezés |
| -------------------------------- | ---------------- |
| Netherlands (Dutch Dance Top 30) | 28               |